# 萨尔多夫-苏尔海姆
萨尔多夫-苏尔海姆是德国巴伐利亚州的一个市镇。总面积39.10平方公里，总人口5265人，其中男性2629人，女性2636人（2011年12月31日），人口密度135人/平方公里。